# Шон Байзелл
Шон Байзелл  (англ. Shaun Bythell)  – шотландський книготорговець, автор мемуарів «The diary of bookseller» (укр. «Щоденник книгаря»), є власником книжкового магазину.

## Біографія
Шон Байзелл народився в 1970 році, в місті Вігтаун, Шотландія. Його батько - простий фермер.
Шон навчався в Трініті-коледжі, Дублін, Ірландія, але диплом з права так і не отримав. Полишивши освіту, деякий час «трохи трудився», виконуючи роботу з прокладення трубопроводів. Пізніше був дослідником телевізійних документальних фільмів. Але то не була робота, якою він прагнув займатись усе своє життя.
Врешті-решт, у 2001 році Байзелл повернувся до свого рідного міста, де дізнався, що якраз продається книжковий магазин, який він пам’ятає ще з 80-х років, з дитинства. Шон вирішив дати йому друге життя, та викупив, щоб зайнятись власною справою - продавати книги.
Сьогодні Шон є власником найбільшого в Шотландії букіністичного магазину вживаних книг (понад 100 тисяч примірників), який офіційно визнано «національним книжковим містом».
Наразі Байзелл мешкає у Вігтауні. Часто подорожує країною в пошуках рідкісних книг, укладає угоди, намагається керувати чудовими ексцентричними співробітниками, веде комунікацію з незручними туристами та лояльними клієнтами, а також роздумує про відмінності між сучасним книгами та виданнями минулих років. Деякі зі своїх роздумів Шон власне помістив до книги «Щоденник книгаря» (2017).

## Захоплення
Паралельно з головною любов’ю життя - книгами - Шон полюбляє завантажувати на YouTube тематичні кавери пісень американської реп-групи «The Sugarhill Gang», а також є дописувачем про дику природу для «Amazon Kindles».

## «Щоденник книгаря»
Автор описує 1 рік діяльності книжкового магазину в Шотландії. Місця з особою магією та атмосферою: сотнями полиць та десятками тисяч видань, пошарпаних часом та рецензентами. Офіційно «національне книжкове місто» з усіх боків оточене безлюдними зеленими пагорбами, мальовничими маєтками та природними пейзажами. Книга розкриває романтичну професію книгаря, автор розповідає про найцікавіші замовлення, найдивніші розмови з найрізноманітнішими клієнтами - ідейниками та буркунами, людьми, які життя не тямлять без книжок, та тими, хто просто шукає привід, щоб посваритися. Про все Шон розповідає «дотепно, цікаво, часом з випадковим шквалом отрути».
Українською мовою книгу перекладено та опубліковано в 2019 році видавництвом «Наш Формат».

## Переклад українською
- Шон Байзелл. Щоденник книгаря / пер. Ярослава Стріха. — К.: Наш Формат, 2019. — 304 с. — ISBN 978-617-7682-87-4.